# Nervilia leguminosarum
Nervilia leguminosarum là một loài thực vật có hoa trong họ Lan. Loài này được Jum. & H.Perrier mô tả khoa học đầu tiên năm 1912.